# Epanthidium erythrocephalum
Epanthidium erythrocephalum är en biart som först beskrevs av Carlos Schrottky 1903.  Epanthidium erythrocephalum ingår i släktet Epanthidium och familjen buksamlarbin. Inga underarter finns listade i Catalogue of Life.